# James (Band)
James ist eine englische Alternative-Rock-Band, die 1981 in Manchester gegründet wurde und zur Madchester-Szene gerechnet werden kann. Die erfolgreichsten Alben sind Gold Mother von 1990, Seven von 1992 und Laid von 1993.

## Geschichte

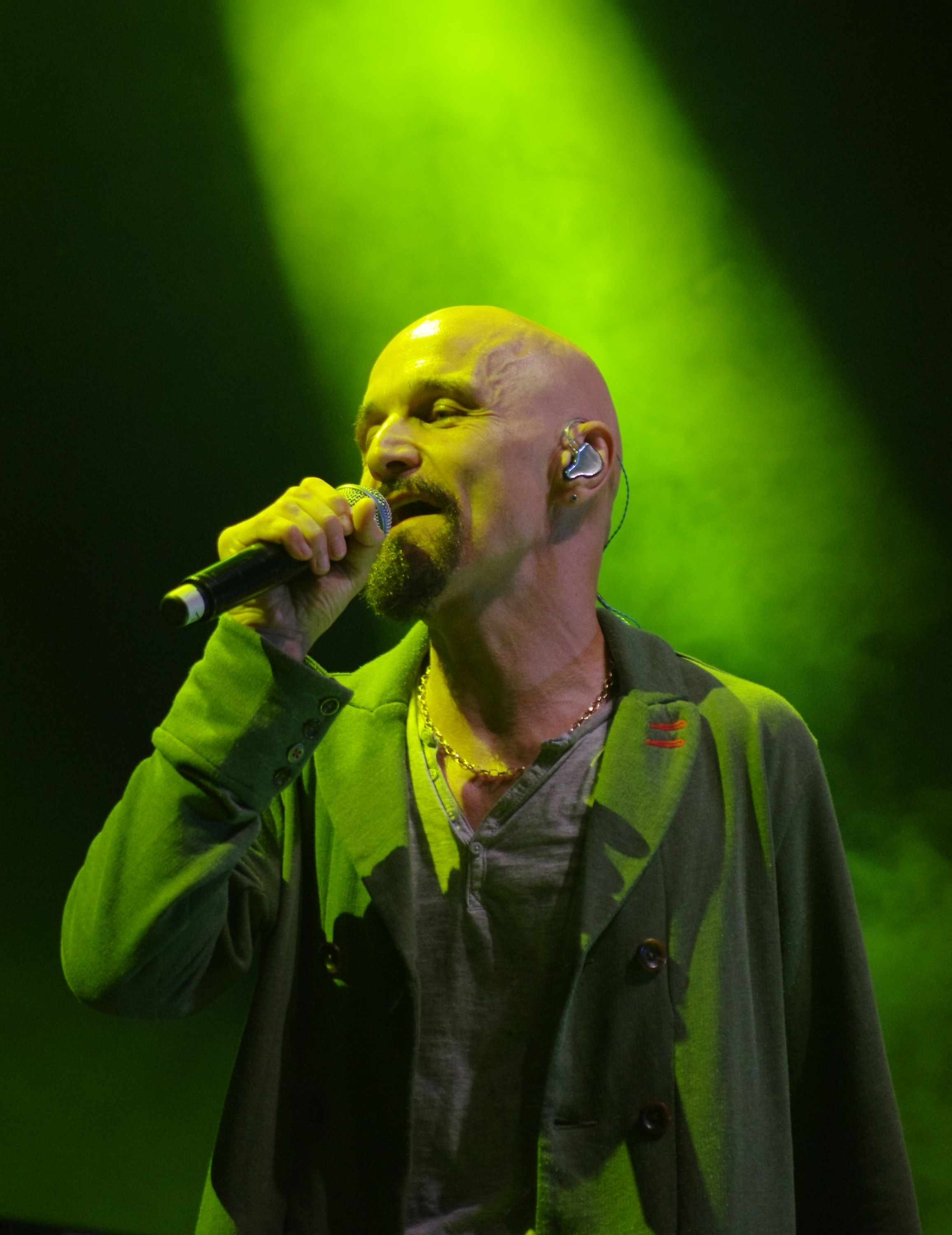
Tim Booth beim Haldern Pop Festival 2013

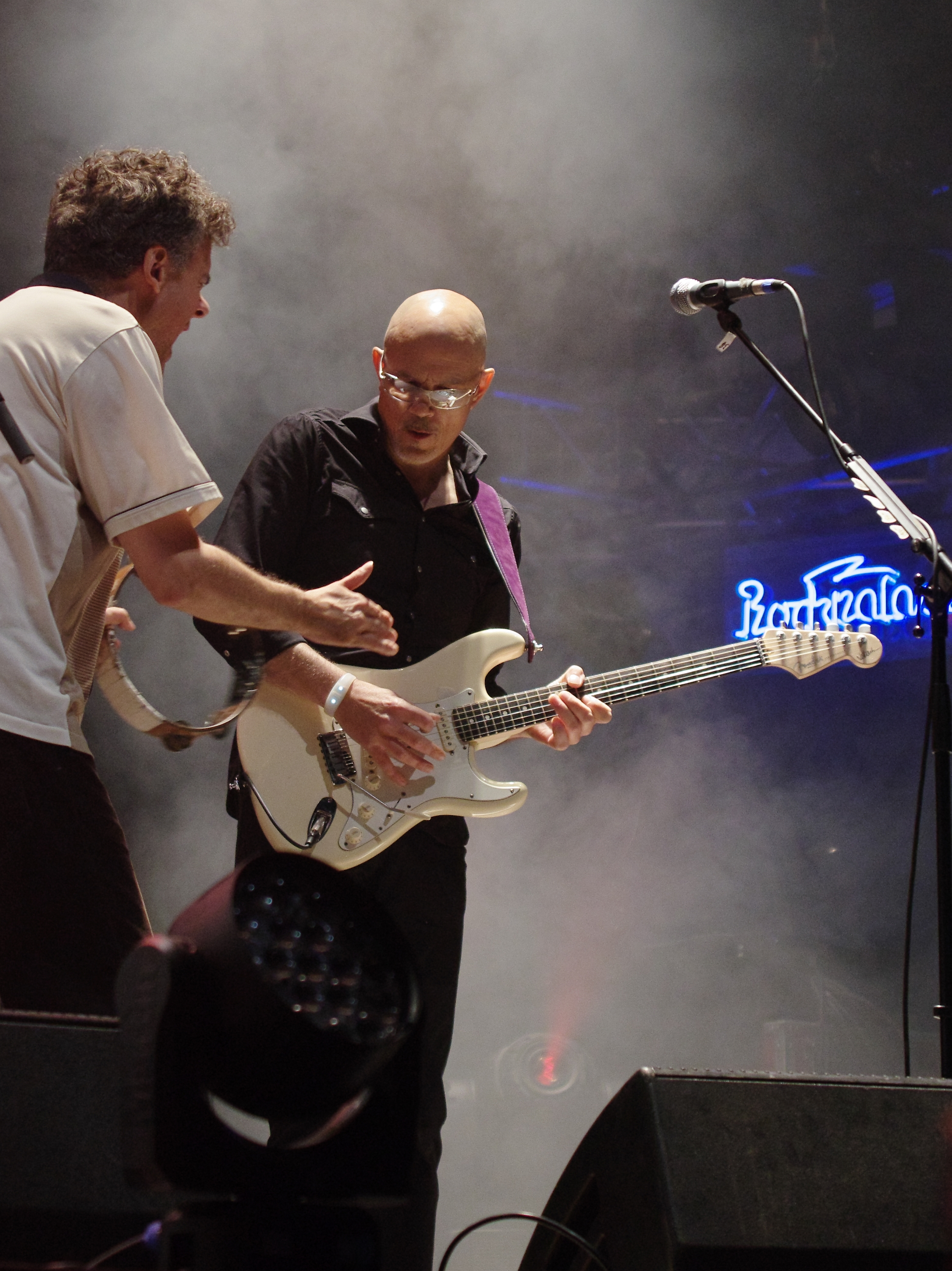
Larry Gott

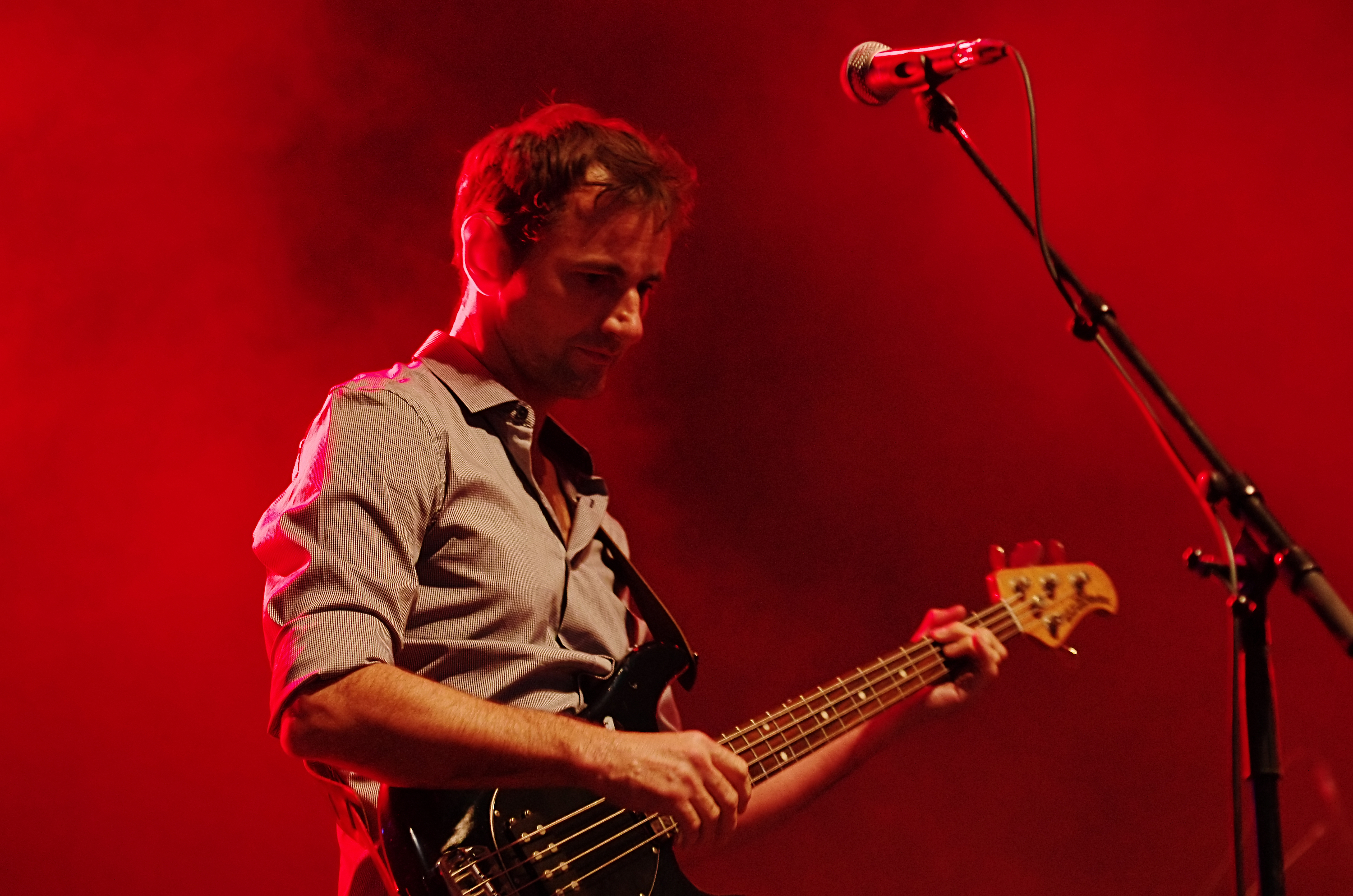
Jim Glennie

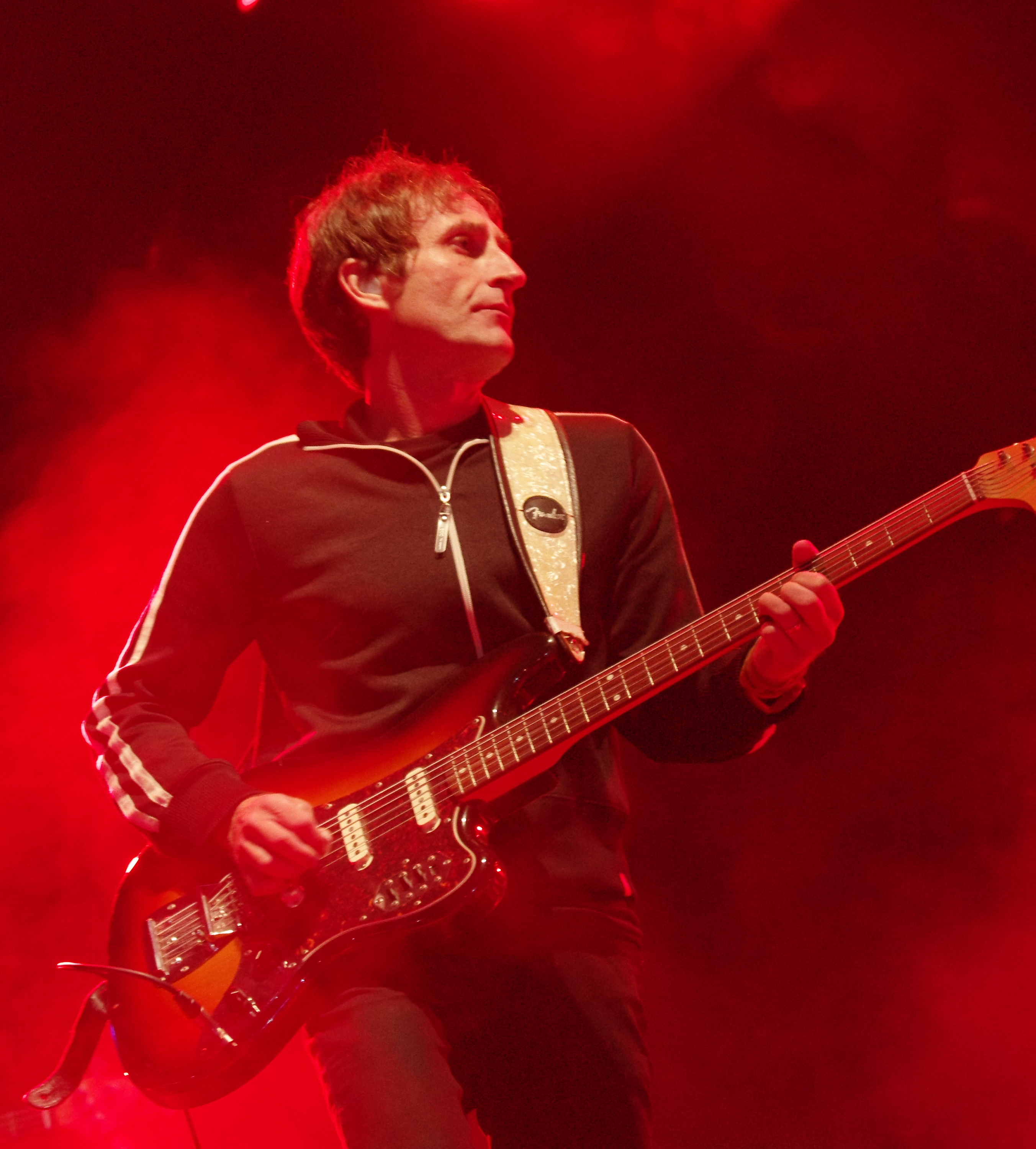
Saul Davies

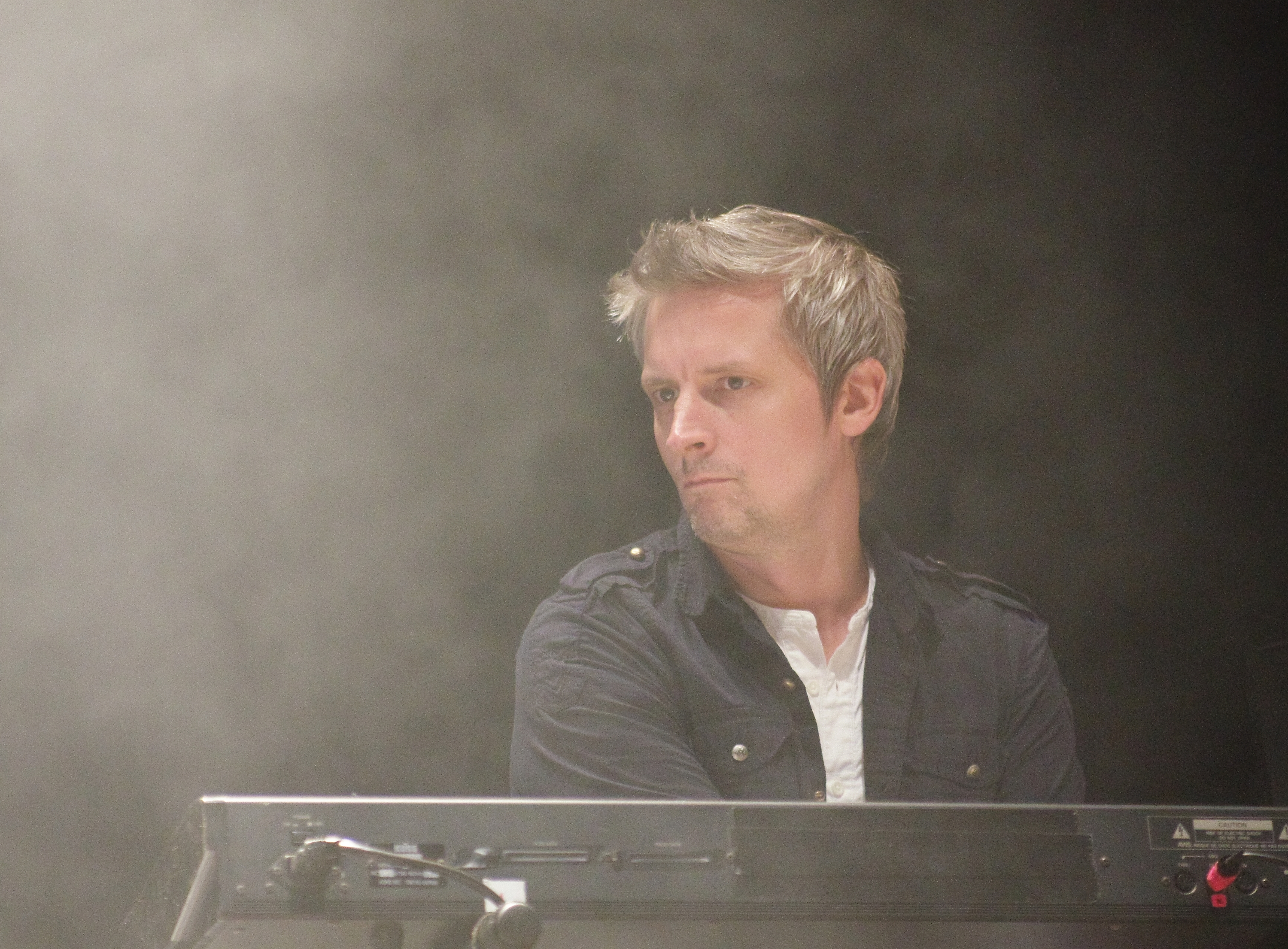
Mark Hunter

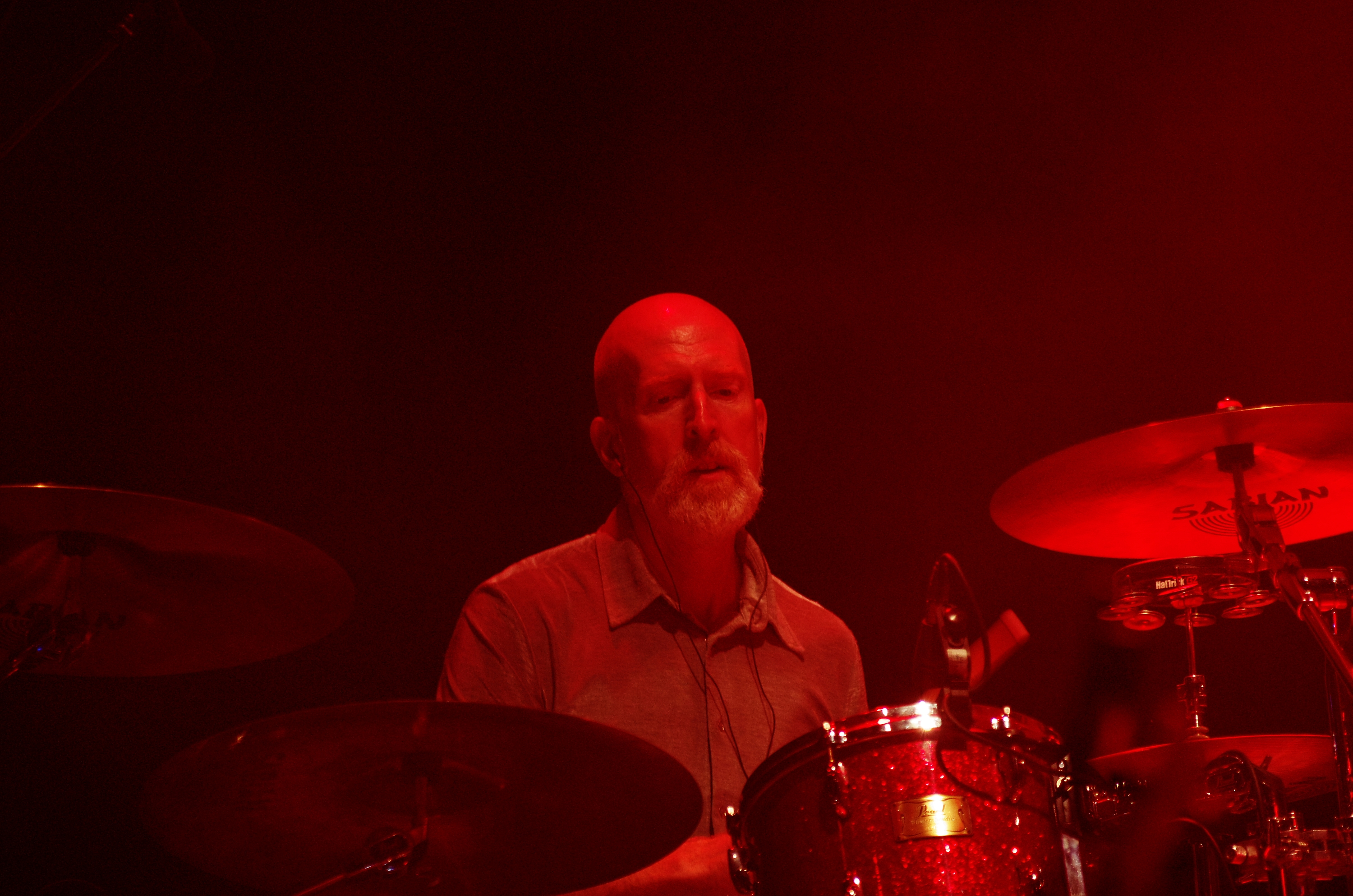
Dave Baynton-Power

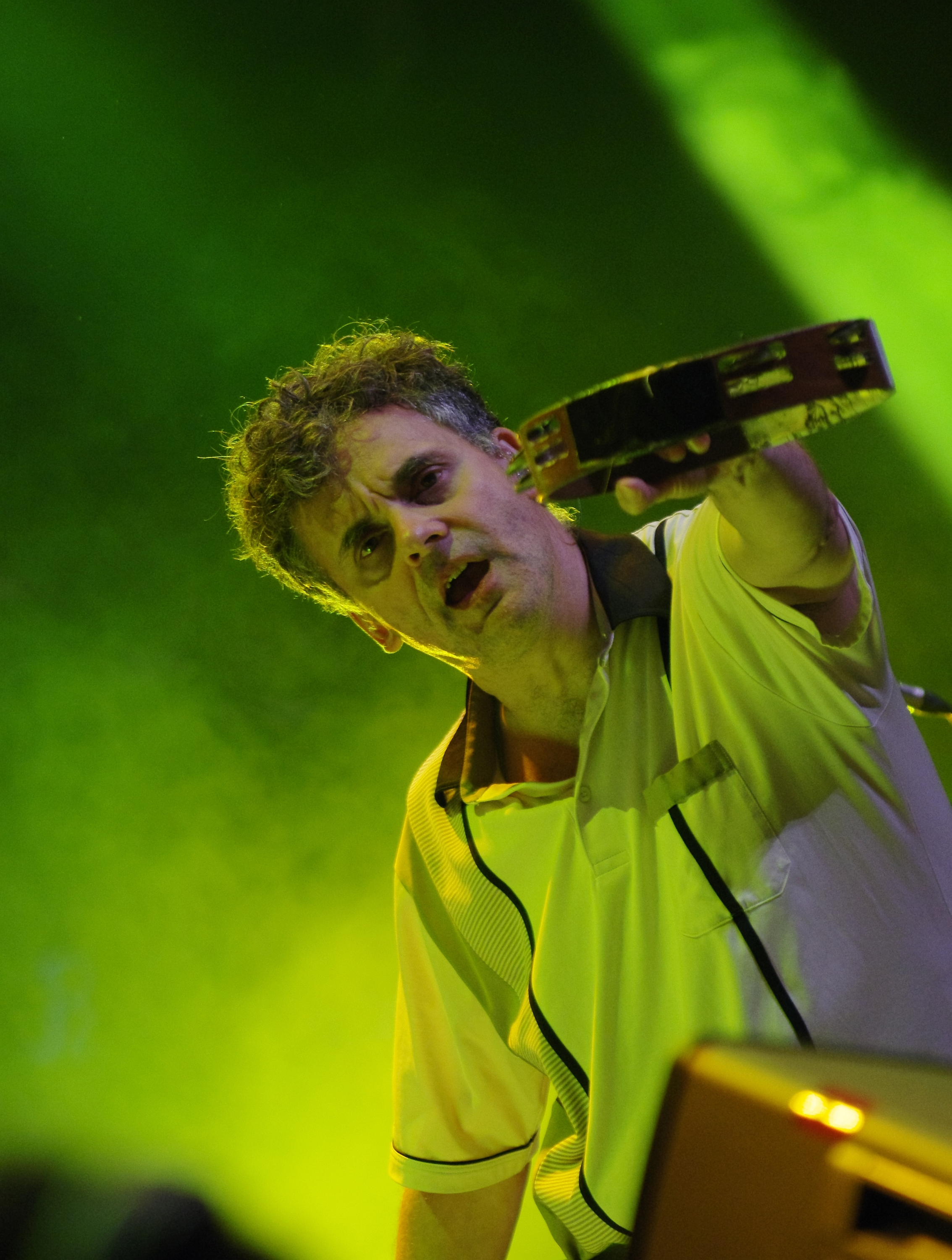
Andy Diagram

### Die 1980er Jahre
Die Geschichte der Band begann 1981 in Whalley Range, einem Stadtteil von Manchester. Dort lebte der musikbegeisterte Paul Gilbertson der – inspiriert von Post-Punk-Bands – seinen Kumpel Jim Glennie überredete, einen E-Bass zu kaufen und eine Band zu gründen. Neben einigen anderen ständig wechselnden Musikern kam der Schlagzeuger Gavan Whelan hinzu. Gemeinsam spielten sie ein paar Gigs unter den Namen Venereal and The Diseases, Volume Distortion und Model Team International (später einfach nur noch: Model Team). Sie spielten einen spontanen, rein improvisierenden Stil. Ihr „Material“ hatten sie sich während Jam-Sessions erarbeitet.
Auf einer Studenten-Party fiel Gilbertson ein Tänzer mit einem ziemlich wilden Tanzstil auf: Tim Booth. Er lud ihn ein, als Tänzer zusammen mit der Band aufzutreten. Tim akzeptierte und wurde in Folge zum Sänger und Texter der Band. Der Stil der Band speiste sich aus dem Kontrast zwischen der ausgebildeten Stimme Booths, der mit einer gewissen künstlerischen Sensibilität Gedichte vortrug und dem ruppigen Auftreten des Rests der Band, die einen eher rohen Sound spielte.
Eine kurze Zeit trat die Band unter dem Namen Tribal Outlook auf, bevor sie sich dann im August 1982 den Namen James gab. Die Idee dazu kam von Paul Gilbertson, der vorschlug, dass sie sich nach einem der Bandmitglieder nennen sollten. Der Name Gavan wurde abgelehnt, weil er zu sehr nach Heavy Metal klingt. Gilbertson war zu bescheiden, um sich bzw. seinen Namen so sehr in den Vordergrund zu stellen, und Tim befürchtete, dass ihm Egoismus vorgeworfen werden würde. Blieb also noch Jim bzw. James (Glennie). Die Bedeutung dieses Namens war „amorph“ genug, um das Wesen der Band zu beschreiben. Der Band war klar, dass die Leute bei dem Namen nur eine Person erwarten würden. Daher ging bei einem Gig Tim Booth zuerst alleine auf die Bühne und trug ein Gedicht vor.
Die Band entwickelte ihren ganz eigenen Stil, der von keiner anderen Band beeinflusst war. Bei einem Gig im Haçienda-Club war Tony Wilson von Factory Records im Publikum. Er bot der Band einen Plattenvertrag an, den die Band aber ablehnte. Sie waren inzwischen eine erfahrene Live-Band, hatten aber Zweifel, dass sie ihr Material im Studio auf ein Album bringen könnten. Statt eines kompletten Albums wollten sie daher zuerst eine EP mit drei Stücken veröffentlichen. Ihr Plattendebüt wurde somit die EP Jimone, die im August 1983 in den Strawberry Studios in Manchester aufgenommen wurde. Von einigen bedeutenden Musikzeitschriften in Großbritannien wurde sie prompt zur Single der Woche gemacht und die Band ging als Vorgruppe von The Smiths auf Tour.
Die Band hegte bald gegenüber der Plattenfirma den Verdacht, dass sie von dieser übervorteilt werden. Eine Drogenabhängigkeit Gilbertsons beeinflusste zudem dessen musikalische Leistung. Obwohl er einer der Gründer und die treibende Kraft der Band war, sahen die anderen Bandmitglieder es als notwendig an, ihn aufzufordern, die Band zu verlassen. Hinzu kam, dass Glennie und Booth sich auf der Suche nach spiritueller Erfahrung einer Sekte namens Lifewave anschlossen. Dies führte zu Spannungen innerhalb der Band.
Im März 1985 veröffentlichten James ihre zweite EP: James II. Gilbertson war inzwischen durch den Gitarren-Lehrer der Band, Larry Gott, ersetzt worden und die Plattenfirma wollte unbedingt ein komplettes Album veröffentlichen. Die Bandmitglieder glaubten, dass es der Plattenfirma nur um das eigene Image ging, und wechselten zu Sire Records.
Die dritte Veröffentlichung der Band war die EP Sit Down (nicht zu verwechseln mit der späteren gleichnamigen Single), die im März 1986 herauskam. Im Juni desselben Jahres kam dann das erste Album Stutter heraus. Die Musikpresse hatte allerdings inzwischen das Interesse an der Band verloren. Das Album blieb in den UK-Charts unter ferner liefen (Platz 68) und die Plattenfirma verlor das Vertrauen in die Band.
Das zweite Album Strip-mine wurde so mit kleinem Budget und ohne nennenswerte Unterstützung durch die Plattenfirma eingespielt. Es war ein verzweifelter Versuch, das Vertrauen der Plattenfirma zurückzugewinnen. Bevor es im September 1988 (über ein Jahr nach der Fertigstellung) veröffentlicht wurde, wurde es durch eine neue Abmischung radiotauglich gemacht. Die Plattenfirma weigerte sich, das Album zu promoten und so erreichte es nur Platz 90 der Verkaufsrangliste. Aufgrund dieser Erfahrung verließ die Band die Plattenfirma.
Dadurch wurde die finanzielle Situation für die Bandmitglieder sehr schwierig. Daher nahmen sie an Medikamententests des Manchester Royal Infirmary teil. Dies brachte ihnen einen Platz in einer TV-Reportage über gefallene Rockstars ein. Die Band blieb unter Fans jedoch ein Geheimtipp, der sich durch Mundpropaganda verbreitete. Besser als die Plattenverkäufe lief der Verkauf von T-Shirts. T-Shirts von James – einer Band, die noch nie in den Top 40 war – waren überall in Manchester zu sehen.
Um ein weiteres Album finanzieren zu können, handelte die Band mit einem Banker der Royal Bank of Scotland einen Kredit über £12,000 aus, der ihnen gewährt wurde, nachdem dieser sie live erlebt hatte. Das (Live-)Album One Man Clapping wurde am 14. und 15. November 1988 im Moles Club in Bath mit Hilfe der Plattenfirma Rough Trade aufgenommen. Es wurden nur 10.000 Kopien hergestellt, so dass das Album von Sammlern sehr gesucht ist. Im März 1989 wurde es dann veröffentlicht und erreichte Platz 1 in den Indie-Charts. Auch das Medieninteresse wuchs wieder.
Im November 1989 prügelten sich der Schlagzeuger Gavan Whelan und Tim Booth auf der Bühne, woraufhin Whelan aufgefordert wurde, die Band zu verlassen. Ein paar Monate später wurde er durch David Baynton-Power ersetzt.
Der Verlust von Whelans charakteristischem Schlagzeug brachte die Bandmitglieder dazu, neue Mitmusiker zu suchen, um sich als Band musikalisch weiterzuentwickeln. So kamen im folgenden Jahr Saul Davies (Gitarre, Violine, Percussion), Mark Hunter (Keyboard) und Andy Diagram (Trompete, Percussion) hinzu. In dieser Besetzung nahmen sie in den Studios Out of the Blue in Manchester und The Windings in Wrexham ihr viertes Album, Gold Mother, auf. Zu der Zeit waren sie bei der Plattenfirma Rough Trade unter Vertrag. Deren Geschäftsführer Geoff Travis war aufgrund der Erfahrungen mit der letzten Singles Sit Down (Juni 1989) und Come Home (November 1989) der Ansicht, dass sie max. 20.000 bis 30.000 Käufer finden würden. Die Band kaufte daraufhin die Rechte an dem Album und kündigte den Plattenvertrag. Eine erfolgreiche Tournee im Winter 1989/90 führte zu einem neuen Plattenvertrag bei Fontana Records.

### Die 1990er Jahre
Das neue Jahrzehnt begann mit dem ersten großen Plattenverkaufserfolg: Im Juni 1990 wurde das vierte Album Gold Mother veröffentlicht. Während die Vorab-Singleauskopplung Come Home vom November 1989 gerade mal Platz 84 in den UK-Charts erreichte, landete die Single How Was It for You? als erste Single der Band überhaupt unter den UK Top 40 auf Platz 32. Daraufhin erschien im Juni 1990 ein Flood-Remix von Come Home, der ebenfalls auf Platz 32 landete. Am Ende des Jahres gab die Band zwei ausverkaufte Konzerte im G-Mex Centre – einem zu einer Veranstaltungshalle umgebauten ehemaligen Bahnhof – obwohl sie bis dahin keinen großen Hit hatten. Der Durchbruch kam erst im März des folgenden Jahres. Als Nächstes wurden die Singles Lose Control (UK #38) und im März 1991 eine neu aufgenommene Version von Sit Down veröffentlicht. Sit Down blieb drei Wochen auf Platz 2. Nach dem Erfolg des Flood-Remix und der beiden folgenden Singles, die es auf keinem Album gab, wurde Gold Mother in einer veränderten Zusammensetzung im Mai 1991 noch einmal veröffentlicht: Die Stücke Crescendo und Hang On waren durch Lose Control und Sit Down ersetzt. Inzwischen gibt es – zumindest in UK – eine weitere Version, bei der zu der ursprünglichen Version die beiden Singles hinzugekommen sind. Das Album erreichte Platz 2 in den UK-Charts, und die Verkaufszahlen erreichten etwa das zehnfache dessen, was Geoff Travis angenommen hatte.
Den Rest des Jahres 1991 verbrachte die Band damit, eine Coverversion von Leonard Cohens So Long Marianne für das Tribut-Album I'm Your Fan des französischen Musikmagazins Les Inrockuptibles und das nächste eigene Album Seven aufzunehmen. Im Februar 1992 wurde es als fünftes Album veröffentlicht und erreichte Platz 2 in den UK Top 40. Im Juli 1992 gaben sie ein ausverkauftes Konzert vor 30.000 Leuten im Alton-Towers-Themenpark, das von BBC Radio 1 direkt übertragen wurde. Trotz dieses Erfolgs fiel das Medienecho negativ aus: Kritiker empfanden den Stil der siebenköpfigen Band als zu pompös und verglichen sie mit den Simple Minds. Daraufhin setzte sich in der Band die Meinung durch, dass sie zu ihren musikalischen Wurzeln zurückkehren sollten. Im Herbst 1992 ging die Band als Vorgruppe von Neil Young in den USA auf Tour.
Nach der Rückkehr nach England begannen die Aufnahmen für das nächste Album. Für die Produktion konnten sie Brian Eno gewinnen, der eigentlich schon das erste Album Stutter produzieren sollte, aber zu der Zeit bereits anderweitig beschäftigt war. Eno war von den Improvisationen und spontanen Jam-Sessions der Band beeindruckt, wollte das Wesen der Band herausarbeiten und auf das Album bringen. Die Band meinte hinterher, dass Eno sie eine „Reise der Selbsterfahrung“ hätte machen lassen. Das Ergebnis waren gleich zwei Alben: das im Oktober 1993 veröffentlichte Laid und das im September 1994 veröffentlichte Wah Wah. Beide Alben wurden innerhalb von sechs Wochen aufgenommen. Durch den Ausstieg von Andy Diagram vor dem Beginn der Studio-Session gab es keine überproduzierte Trompete mehr, was dazu führte, dass der Sound auf das Wesentliche zurückgeführt wurde. Fans und Kritiker waren von Laid beeindruckt und hielten es für das beste, was die Band bis dahin veröffentlicht hatte. 1994 war die Band die meiste Zeit auf Tour in den USA. Da Wah Wah erst fast ein Jahr nach Laid veröffentlicht wurde, hielten viele es für völlig neu und waren überrascht von diesem „Experimental-Album“. Dabei bestand Wah Wah im Grunde nur aus den Jam-Sessions, aus denen die Stücke für Laid entwickelt worden waren. Eno war der Meinung, dass die Improvisationen genauso wichtig waren wie die produzierten Stücke. Er überzeugte die Band und so entstand das einzige Album mit Improvisationen und Jam-Sessions, das die Band herausgebracht hat. Die Fans und Kritiker waren weniger überzeugt; bei beiden gab es gemischte Reaktionen. Während Laid Platz 3 in den Charts erreicht hatte, schaffte Wah Wah es auf Platz 11.
Im November 1995 sollten die Arbeiten für das neue Album beginnen, jedoch stand die Band bald vor Problemen. So wollte Larry Gott die Band verlassen, ebenso ihr Manager Martine. Zudem wurde der Band ein Steuerbescheid über £250.000 zugestellt und Tim Booth kündigte an, dass er etwas Abstand von der Band nehmen werde, um zusammen mit Angelo Badalamenti ein Album aufzunehmen. Die restlichen Bandmitglieder richteten in David Baynton-Powers Haus ein Studio ein, um dort das neue Album aufzunehmen. Adrian Oxaal nahm Larry Gotts Platz ein, und Tim Booth kam von Zeit zu Zeit aus den USA herüber, um den Gesang beizusteuern. 1996 wurde Tim Booths Album Booth and the Bad Angel veröffentlicht und das neue James-Album Whiplash im Februar 1997. Mit dem Album machte die Band im Stil von Wah Wah weiter, brachte aber auch einige radiotaugliche Stücke. Das Album erreichte Platz 9 der Alben-Charts.
Anschließend ging die Band auf Tournee. In den USA trafen sie den kanadischen Liedermacher und Gitarristen Michael Kulas, der dann bis 2001 Mitglied der Band war. Während der Tour verrenkte sich Booth beim Tanzen auf der Bühne den Nacken und musste sich operieren lassen, so dass einige Konzerte ausfielen. Dazu kam dann noch ein Streit in finanziellen Angelegenheiten zwischen Glennie und Booth. Es kam zu einer Schlägerei zwischen den beiden und für fast ein Jahr war die Zusammenarbeit in der Band schwierig.
Im März 1998 wurde das Album The Best Of veröffentlicht, das alle Hit-Singles enthielt, die bei Fontana veröffentlicht worden waren. Es war als Erinnerung an die Chart-Erfolge der zurückliegenden Dekade gedacht. Es wurde mit Platz 1 der bisher größte Album-Chart-Erfolg der Gruppe; in der Folge wurde die Band bei ausverkauften Konzerten gefeiert.
Die Spannungen zwischen Glennie und Booth hatten während dieser Zeit zugenommen. Um sie abzubauen, wurde ein Treffen mit dem Manager der Band, Peter Rudge, als Vermittler vereinbart. Ihm gelang es, die Konflikte abzubauen und die Band begann mit der Arbeit am nächsten Album: Millionaires.
Die Aufnahmen zu Millionaires zogen sich hin. Das Album wurde im Oktober 1999 veröffentlicht. Von der Musikpresse wurde das Album positiv aufgenommen. Die Fans waren allerdings wenig enthusiastisch, da das Album auf kommerziellen Erfolg hin produziert wurde. Manche der alten Fans meinten, dass der Band der charakteristische Stil abhandengekommen sei. Die hochgesteckten (kommerziellen) Erwartungen wurden zwar nicht erfüllt und die Singles erreichten auch nur enttäuschende Platzierungen, aber es wurden ca. 150.000 Alben verkauft, womit die Band Platz 2 in den UK Top 40 erreichte.

### Die 2000er Jahre
Im Juni 2001 erschien das zunächst letzte Studioalbum Pleased To Meet You, das wieder unter der Regie von Brian Eno entstanden war und in den britischen Charts bis auf Platz 11 kam. Im Oktober 2001 gab Tim Booth bekannt, dass er die Band verlassen wolle. Zum Abschied spielte die Band noch eine UK-Tour mit einem Abschlusskonzert in der Londoner Wembley Arena, wo neben den ehemaligen James-Mitgliedern Larry Gott und Andy Diagram auch Brian Eno mit der Band auf der Bühne stand.
Nach der Tour stellten die anderen Bandmitglieder alle Band-Aktivitäten ein, ohne die Band offiziell aufzulösen.
Im Januar 2007 gab die Band bekannt, dass sie sich reformiert und neues Material hat. Kurz darauf wurde für April 2007 eine UK-Tour mit der Besetzung von 1993 angekündigt. Am 16. März 2007 spielte die Band einen nicht angekündigten Comeback-Gig im Hoxton Square Bar and Kitchen in London vor 250 Leuten. Am 30. April 2007 erschien das Best-Of-Album Fresh As A Daisy - The Singles, welches neben den Singles zwei brandneue Songs von James enthielt. Am gleichen Tag gab es einen weiteren unangekündigten Gig vor 300 Fans im Academy-Club, dem Ort, wo sich Jim Glennie und Tim Booth 1981 zum ersten Mal begegnet sind. Im Sommer spielten James auf verschiedenen Festivals in UK und Europa, bei denen zum ersten Mal seit 2001 auch das ehemalige Mitglied Andy Diagramm wieder mitspielte.
Am 7. April 2008 erschien in Großbritannien das neue Album Hey Ma, das eine Woche später auf Platz 10 der britischen Albumcharts einstieg.

### Die 2010er Jahre
Am 6. September 2010 erschien das Album The Morning After in Großbritannien auf CD und als MP3-Download und am 16. September in den USA als 2 CD-Set zusammen mit der Mini-LP The Night Before, das am 19. April 2010 erschienen war. James erhielten für The Morning After wohlwollende Kritiken. Das Album war für eine Woche auf Platz 19 der UK Albums Top 75.
Laid war 2012 Titelsong des Films American Pie: Das Klassentreffen.
Am 2. Juni 2014 erschien das Album La Petite Mort. Die Single Move On ist nur auf iTunes erhältlich.
Im November 2015 kündigte die Band die Veröffentlichung des neuen Albums Girl at the End of the World für das Jahr 2016 an.

## James’ Vorgruppen
Im Jahr 1988 waren u. a. die Stone Roses und die Happy Mondays Vorgruppe von James. Zwei Jahre später waren James dann wiederum die Vorgruppe der Happy Mondays. Im Jahr darauf war Nirvana eine Vorgruppe von James; einen Monat später erreichte Nirvana den ersten Platz in den Billboard-Album-Charts. Während der Tournee von 1993 war Radiohead die Vorgruppe. 1997 war Third Eye Blind die Vorgruppe, ein Jahr später The Corrs und die Stereophonics, im Jahr darauf Supergrass und die Doves. Im Jahr 2000 fungierte dann Coldplay als Vorgruppe, die einen Monat später mit der Single Yellow den Durchbruch schafften und im Monat darauf mit ihrem Debütalbum Parachutes Platz eins in den britischen Album-Charts erreichten. 2013 waren Echo & The Bunnymen Vorgruppe der England-Tour.

## Diskografie

### Alben
| Jahr | Titel                         | Höchstplatzierung, Gesamtwochen, AuszeichnungChartplatzierungen (Jahr, Titel, Platzierungen, Wochen, Auszeichnungen, Anmerkungen) | Höchstplatzierung, Gesamtwochen, AuszeichnungChartplatzierungen (Jahr, Titel, Platzierungen, Wochen, Auszeichnungen, Anmerkungen) | Höchstplatzierung, Gesamtwochen, AuszeichnungChartplatzierungen (Jahr, Titel, Platzierungen, Wochen, Auszeichnungen, Anmerkungen) | Höchstplatzierung, Gesamtwochen, AuszeichnungChartplatzierungen (Jahr, Titel, Platzierungen, Wochen, Auszeichnungen, Anmerkungen) | Höchstplatzierung, Gesamtwochen, AuszeichnungChartplatzierungen (Jahr, Titel, Platzierungen, Wochen, Auszeichnungen, Anmerkungen) | Anmerkungen                                                                            |
| Jahr | Titel                         | DE | AT | CH | UK | US | Anmerkungen                                                                            |
| ---- | ----------------------------- | --- | --- | --- | --- | --- | -------------------------------------------------------------------------------------- |
| 1986 | Stutter                       | — | — | — | UK68 (2 Wo.)UK | — | Erstveröffentlichung: Juni 1986 Produzent: Lenny Kaye                                  |
| 1988 | Strip Mine                    | — | — | — | UK90 (1 Wo.)UK | — | Erstveröffentlichung: 26. September 1988 Produzent: Hugh Jones                         |
| 1990 | Gold Mother                   | — | — | — | UK2 Gold · (34 Wo.)UK | — | Erstveröffentlichung: 4. Juni 1990 Produzent: Steve Power                              |
| 1992 | Seven                         | — | — | — | UK2 Gold · (14 Wo.)UK | — | Erstveröffentlichung: 17. Februar 1992 Produzenten: James, Steve „Barney“ Chase, Youth |
| 1993 | Laid                          | — | — | — | UK3 Platin · (16 Wo.)UK | US72 Gold · (26 Wo.)US | Erstveröffentlichung: 28. September 1993 Produzent: Brian Eno                          |
| 1994 | Wah Wah                       | — | — | — | UK11 (2 Wo.)UK | — | mit Brian Eno Erstveröffentlichung: 12. September 1994 Produzent: Brian Eno            |
| 1997 | Whiplash                      | — | — | — | UK9 Gold · (25 Wo.)UK | US158 (1 Wo.)US | Erstveröffentlichung: 25. Februar 1997 Produzent: Stephen Hague                        |
| 1999 | Millionaires                  | — | — | — | UK2 Gold · (16 Wo.)UK | — | Erstveröffentlichung: 11. Oktober 1999 Produzent: Brian Eno                            |
| 2001 | Pleased to Meet You           | — | — | — | UK11 Silber · (4 Wo.)UK | — | Erstveröffentlichung: 12. Juli 2001 Produzent: Brian Eno, James                        |
| 2008 | Hey Ma                        | — | — | — | UK10 (5 Wo.)UK | — | Erstveröffentlichung: 7. April 2008 Produzenten: Lee Muddy Baker, James                |
| 2010 | The Night Before              | — | — | — | UK20 (2 Wo.)UK | — | Erstveröffentlichung: 19. April 2010 Produzenten: Lee Muddy Baker, James               |
| 2010 | The Morning After             | — | — | — | UK19 (2 Wo.)UK | — | Erstveröffentlichung: 6. September 2010 Produzenten: Lee Muddy Baker, James            |
| 2014 | La petite mort                | — | — | — | UK11 (5 Wo.)UK | — | Erstveröffentlichung: 2. Juni 2014 Produzent: Max Dingel                               |
| 2016 | Girl At the End of the World  | — | — | — | UK2 (8 Wo.)UK | — | Erstveröffentlichung: 18. März 2016 Produzent: Max Dingel                              |
| 2018 | Living in Extraordinary Times | — | — | — | UK6 (2 Wo.)UK | — | Erstveröffentlichung: 3. August 2018                                                   |
| 2021 | All the Colours of You        | DE98 (1 Wo.)DE | — | CH66 (1 Wo.)CH | UK3 (2 Wo.)UK | — | Erstveröffentlichung: 4. Juni 2021                                                     |
| 2023 | Be Opened by the Wonderful    | — | — | — | UK3 (1 Wo.)UK | — | Erstveröffentlichung: 9. Juni 2023                                                     |
| 2024 | Yummy                         | — | — | — | UK1 (2 Wo.)UK | — | Erstveröffentlichung: 12. April 2024                                                   |

Weitere Studioalben
- 1989: One Man Clapping
- 1991: James (US-Version des Albums Gold Mother)

### Livealben
| Jahr | Titel                       | Höchstplatzierung, Gesamtwochen, AuszeichnungChartplatzierungen (Jahr, Titel, Platzierungen, Wochen, Auszeichnungen, Anmerkungen) | Höchstplatzierung, Gesamtwochen, AuszeichnungChartplatzierungen (Jahr, Titel, Platzierungen, Wochen, Auszeichnungen, Anmerkungen) | Höchstplatzierung, Gesamtwochen, AuszeichnungChartplatzierungen (Jahr, Titel, Platzierungen, Wochen, Auszeichnungen, Anmerkungen) | Höchstplatzierung, Gesamtwochen, AuszeichnungChartplatzierungen (Jahr, Titel, Platzierungen, Wochen, Auszeichnungen, Anmerkungen) | Anmerkungen                             |
| Jahr | Titel                       | DE | AT | UK | US | Anmerkungen                             |
| ---- | --------------------------- | --- | --- | --- | --- | --------------------------------------- |
| 2020 | Live in Extraordinary Times | — | — | UK31 (1 Wo.)UK | — | Erstveröffentlichung: 11. Dezember 2020 |
| 2025 | Live at the Acropolis       | — | — | UK27 (… Wo.)UK | — | Erstveröffentlichung: 2. Mai 2025       |

Weitere Livealben
- 1989: One Man Clapping
- 1998: Live at Whitfield St. Studios
- 2002: Getting Away with It … Live
- 2008: Live in 2008 (Limited Edition)
- 2025: Live at the Acropolis

### Kompilationen
| Jahr | Titel                          | Höchstplatzierung, Gesamtwochen, AuszeichnungChartplatzierungen (Jahr, Titel, Platzierungen, Wochen, Auszeichnungen, Anmerkungen) | Höchstplatzierung, Gesamtwochen, AuszeichnungChartplatzierungen (Jahr, Titel, Platzierungen, Wochen, Auszeichnungen, Anmerkungen) | Höchstplatzierung, Gesamtwochen, AuszeichnungChartplatzierungen (Jahr, Titel, Platzierungen, Wochen, Auszeichnungen, Anmerkungen) | Höchstplatzierung, Gesamtwochen, AuszeichnungChartplatzierungen (Jahr, Titel, Platzierungen, Wochen, Auszeichnungen, Anmerkungen) | Anmerkungen |
| Jahr | Titel                          | DE | AT | UK | US | Anmerkungen |
| ---- | ------------------------------ | --- | --- | --- | --- | ----------- |
| 1998 | The Best Of                    | — | — | UK1 ×2Doppelplatin · (70 Wo.)UK                                                                                                   | — |             |
| 2007 | Fresh as a Daisy – The Singles | — | — | UK12 Silber · (5 Wo.)UK | — |             |

Weitere Kompilationen
- 1985: Village Fire – Five Offerings from James
- 1991: James
- 1998: The Best Of
- 2001: B-Sides Ultra
- 2004: The Collection (UK: Silber)

### Singles
| Jahr | Titel Album                                              | Höchstplatzierung, Gesamtwochen, AuszeichnungChartplatzierungen (Jahr, Titel, Album, Platzierungen, Wochen, Auszeichnungen, Anmerkungen) | Höchstplatzierung, Gesamtwochen, AuszeichnungChartplatzierungen (Jahr, Titel, Album, Platzierungen, Wochen, Auszeichnungen, Anmerkungen) | Höchstplatzierung, Gesamtwochen, AuszeichnungChartplatzierungen (Jahr, Titel, Album, Platzierungen, Wochen, Auszeichnungen, Anmerkungen) | Höchstplatzierung, Gesamtwochen, AuszeichnungChartplatzierungen (Jahr, Titel, Album, Platzierungen, Wochen, Auszeichnungen, Anmerkungen) | Anmerkungen                                                |
| Jahr | Titel Album                                              | DE | AT | UK | US | Anmerkungen                                                |
| ---- | -------------------------------------------------------- | --- | --- | --- | --- | ---------------------------------------------------------- |
| 1986 | Chain Mail One Man Clapping                              | — | — | UK93 (1 Wo.)UK | — | Erstveröffentlichung: Januar 1986                          |
| 1988 | What For Strip-Mine                                      | — | — | UK90 (3 Wo.)UK | — | Erstveröffentlichung: 28. März 1988                        |
| 1989 | Sit Down –                                               | — | — | UK7 (11 Wo.)UK | — | Erstveröffentlichung: 20. Juni 1989 Produzent: Steve Power |
| 1990 | Come Home (Remix) Gold Mother                            | — | — | UK32 (8 Wo.)UK | — | Erstveröffentlichung: 20. November 1989                    |
| 1990 | How Was It for You? Gold Mother                          | — | — | UK32 (3 Wo.)UK | — | Erstveröffentlichung: 30. April 1990                       |
| 1990 | Lose Control James                                       | — | — | UK38 (5 Wo.)UK | — | Erstveröffentlichung: 26. November 1990                    |
| 1991 | Sit Down (1991 re-recorded Version) James                | DE56 (7 Wo.)DE | AT27 (1 Wo.)AT | UK2 Platin · (10 Wo.)UK | — | Erstveröffentlichung: 18. März 1991 Produzent: Gil Norton  |
| 1991 | Sound Seven                                              | — | — | UK9 (7 Wo.)UK | — | Erstveröffentlichung: 18. November 1991                    |
| 1992 | Born of Frustration Seven                                | — | — | UK13 (6 Wo.)UK | — | Erstveröffentlichung: 20. Januar 1992                      |
| 1992 | Ring the Bells Seven                                     | — | — | UK37 (2 Wo.)UK | — | Erstveröffentlichung: 23. März 1992                        |
| 1992 | Seven (EP) – Closed for Business –                       | — | — | UK46 (2 Wo.)UK | — | Erstveröffentlichung: 6. Juli 1992                         |
| 1993 | Sometimes (Lester Piggott) Laid                          | — | — | UK18 Silber · (4 Wo.)UK | — | Erstveröffentlichung: 30. August 1993                      |
| 1993 | Laid                                                     | — | — | UK25 Gold · (4 Wo.)UK | US61 (13 Wo.)US | Erstveröffentlichung: 1. November 1993                     |
| 1994 | Jam J / Say Something Wah Wah                            | — | — | UK24 (5 Wo.)UK | — | Erstveröffentlichung: 21. März 1994                        |
| 1997 | She’s a Star Whiplash                                    | — | — | UK9 Silber · (5 Wo.)UK | — | Erstveröffentlichung: 10. Februar 1997                     |
| 1997 | Tomorrow Whiplash                                        | — | — | UK12 (4 Wo.)UK | — | Erstveröffentlichung: 21. April 1997                       |
| 1997 | Waltzing Along Whiplash                                  | — | — | UK23 (4 Wo.)UK | — | Erstveröffentlichung: 23. Juni 1997                        |
| 1998 | Destiny Calling The Best Of                              | — | — | UK17 (4 Wo.)UK | — | Erstveröffentlichung: 9. März 1998                         |
| 1998 | Runaground The Best Of                                   | — | — | UK29 (2 Wo.)UK | — | Erstveröffentlichung: 25. Mai 1998                         |
| 1999 | I Know What I’m Here For Millionaires                    | — | — | UK22 (7 Wo.)UK | — | Erstveröffentlichung: 19. Juli 1999                        |
| 1999 | Just Like Fred Astaire Millionaires                      | — | — | UK17 (4 Wo.)UK | — | Erstveröffentlichung: 4. Oktober 1999                      |
| 1999 | We’re Going to Miss You Millionaires                     | — | — | UK48 (2 Wo.)UK | — | Erstveröffentlichung: 13. Dezember 1999                    |
| 2001 | Getting Away with It (All Messed Up) Pleased to Meet You | — | — | UK22 Silber · (3 Wo.)UK | — | Erstveröffentlichung: 25. Juni 2001                        |

Weitere Singles
| - 1984: Jimone - 1985: James II - 1985: Village Fire - 1986: So Many Ways - 1987: Yaho & 1 - 1990: Come Home (Flood Mix) - 1990: Weather Change (Demo Version) - 1994: Jam J (James vs. Sabres of Paradise) - 1998: Sit Down ’98 (Apollo 440 Mix) - 2007: Who Are You | - 2008: Whiteboy - 2008: Waterfall - 2010: Crazy - 2010: Look Away - 2011: The Gathering Sound - 2014: Moving On - 2014: Curse Curse - 2014: Frozen Britain - 2014: All I’m Saying - 2016: Nothing but Love |

### Videoalben
- 1991: James Come Home (Live from Manchester G-Mex) (VHS)
- 1992: Seven – The Live Video (VHS, DVD)
- 2002: Getting Away with It … Live (Live from Manchester EN Arena)
- 2007: Fresh as a Daisy – The Videos (DVD)

## Auszeichnungen für Musikverkäufe
| Platin-Schallplatte - Europa - 2008: für das Album The Best Of - Portugal - 2004: für das Videoalbum Getting Away with It … Live |

Anmerkung: Auszeichnungen in Ländern aus den Charttabellen bzw. Chartboxen sind in ebendiesen zu finden.
| Land/RegionAuszeichnungen für Musikverkäufe (Land/Region, Auszeichnungen, Verkäufe, Quellen) | Silber     | Gold     | Platin     | Verkäufe  | Quellen                                                     |
| -------------------------------------------------------------------------------------------- | ---------- | -------- | ---------- | --------- | ----------------------------------------------------------- |
| Europa (IFPI)                                                                                | —          | —        | Platin1    | 1.000.000 | ifpi.org (Memento vom 15. Oktober 2013 im Internet Archive) |
| Portugal (AFP)                                                                               | —          | —        | Platin1    | 8.000     | Einzelnachweise                                             |
| Vereinigte Staaten (RIAA)                                                                    | —          | Gold1    | —          | 500.000   | riaa.com                                                    |
| Vereinigtes Königreich (BPI)                                                                 | 6× Silber6 | 5× Gold5 | 4× Platin4 | 2.940.000 | bpi.co.uk                                                   |
| Insgesamt                                                                                    | 6× Silber6 | 6× Gold6 | 6× Platin6 |           |                                                             |